# Nanularia alpina
Nanularia alpina är en skalbaggsart som beskrevs av Charles L. Bellamy 1987. Nanularia alpina ingår i släktet Nanularia och familjen praktbaggar. Inga underarter finns listade i Catalogue of Life.